# دفنة مؤنفة
دافني أو دفنة مؤنفة (الاسم العلمي:Daphne mucronata) هي نوع من النباتات تتبع جنس الدفنة من الفصيلة المثنانية.